# 141 R
Les Mikado de la série 141 R numéros 1 à 1340 sont des locomotives à vapeur unifiées de la SNCF qui furent largement utilisées pour tous services sur l'ensemble du réseau français de 1945 à 1974.
Construites en Amérique du Nord en deux séries (1 à 700 et 701 à 1340) suivant un modèle inédit en France, utilisées partout et pour toutes les tâches et besoins ferroviaires, elles sont intimement liées au renouveau du réseau ferré français d'après-guerre ainsi qu'à la fin de la traction à vapeur en France.
Neuf machines de cette série emblématique sont aujourd'hui préservées en France (dont cinq protégées au titre des monuments historiques) et en Suisse.

## Histoire

### La genèse des 141 R
À la fin de la Seconde Guerre mondiale, le manque de locomotives et l'incapacité de l'industrie française, en cours de reconstruction, à livrer rapidement un grand nombre de machines neuves imposa de recourir aux constructeurs américains et canadiens. Les choix techniques faits à cette occasion bousculaient le conservatisme industriel ferroviaire français de l'époque et allaient se révéler judicieux.
Leur financement s'est fait dans le cadre de la loi Prêt-Bail de 1941 (et non du plan Marshall, comme trop souvent écrit, qui a été signé le 3 avril 1948).
C'est la firme Baldwin Locomotive Works, qui dans l'urgence de l'époque dessina les plans de ces machines, en modifiant pour le réseau français une locomotive qui circulait déjà depuis plusieurs années aux États-Unis, la Mikado légère USRA. Les principales adaptations portèrent sur : la mise au gabarit SNCF, l'attelage à tendeur avec les tampons, les écrans pare-fumées, le poste de conduite côté gauche, une porte de boîte à fumée à volant de fermeture central puis de type « Unifiée » (ou porte du type « Nord » ) et la pose de l'échappement Kylchap sur les machines de la seconde tranche.
C'est ainsi qu'une commande de 700 locomotives tous services (mixtes) fut passée en février 1945 pour constituer la première tranche : les 141 R 1 à 700. Ce sont les firmes : American Locomotive Company (Alco) à Schenectady (New York), Baldwin Locomotive Works à Philadelphie (Pennsylvanie), et Lima Locomotive Works à Lima (Ohio) qui se chargèrent de la construction.
Une fois le financement rendu possible, la seconde tranche, portant sur les 141 R 701 à 1340, est commandée auprès des mêmes firmes, secondées par des constructeurs canadiens : Montreal Locomotive Works à Montréal (Québec) et Canadian Locomotive Company à Kingston (Ontario). Ces machines étaient alors majoritairement prévues pour être chauffées au fuel (fioul lourd préchauffé) et non au charbon comme les précédentes. Les 604 machines au fioul assurèrent un meilleur service et furent de ce fait plus sollicitées que celles au charbon.
L'introduction massive de machines chauffées au fioul s'explique également par le fait que dans l'immédiat après-guerre, le charbon de qualité était très demandé et que la SNCF en consommait annuellement 9 millions de tonnes. Le fioul permettait donc des économies de charbon, même si dans de nombreux dépôts il s'agissait d'une véritable révolution. L'autonomie permise par le fioul (700 km au lieu de 400 km) explique aussi l'usage plus intensif des machines. Les vaporistes parlent de « mazoutières » ou de « charbonnières » selon le combustible employé ; les machines chauffées au fioul, étaient aussi surnommées « les goudronneuses » par les équipes de conduite.

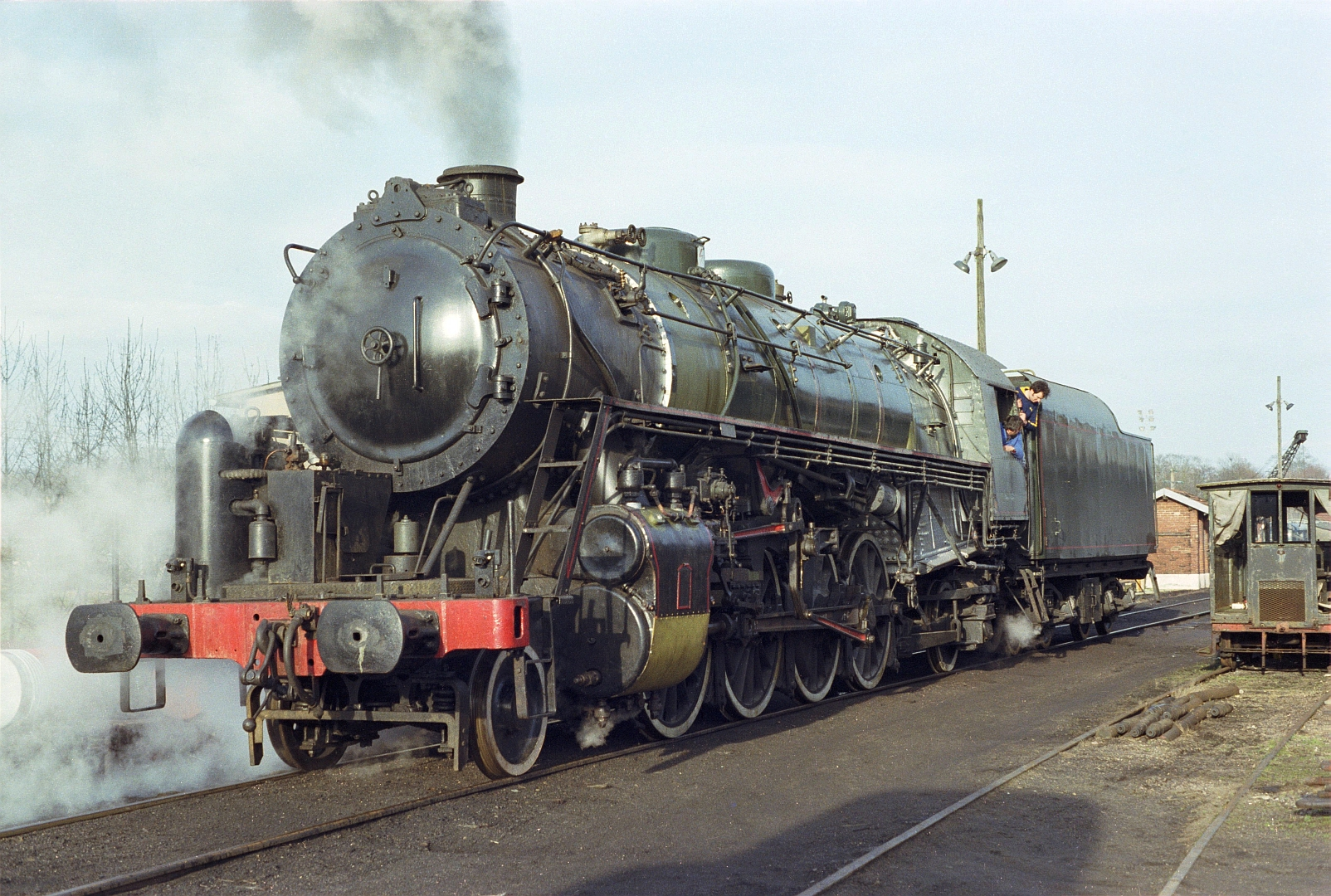
Démunie de ses écrans, la 141 R met en évidence ses liens de parenté avec la Mikado USRA dont elle est l’adaptation.
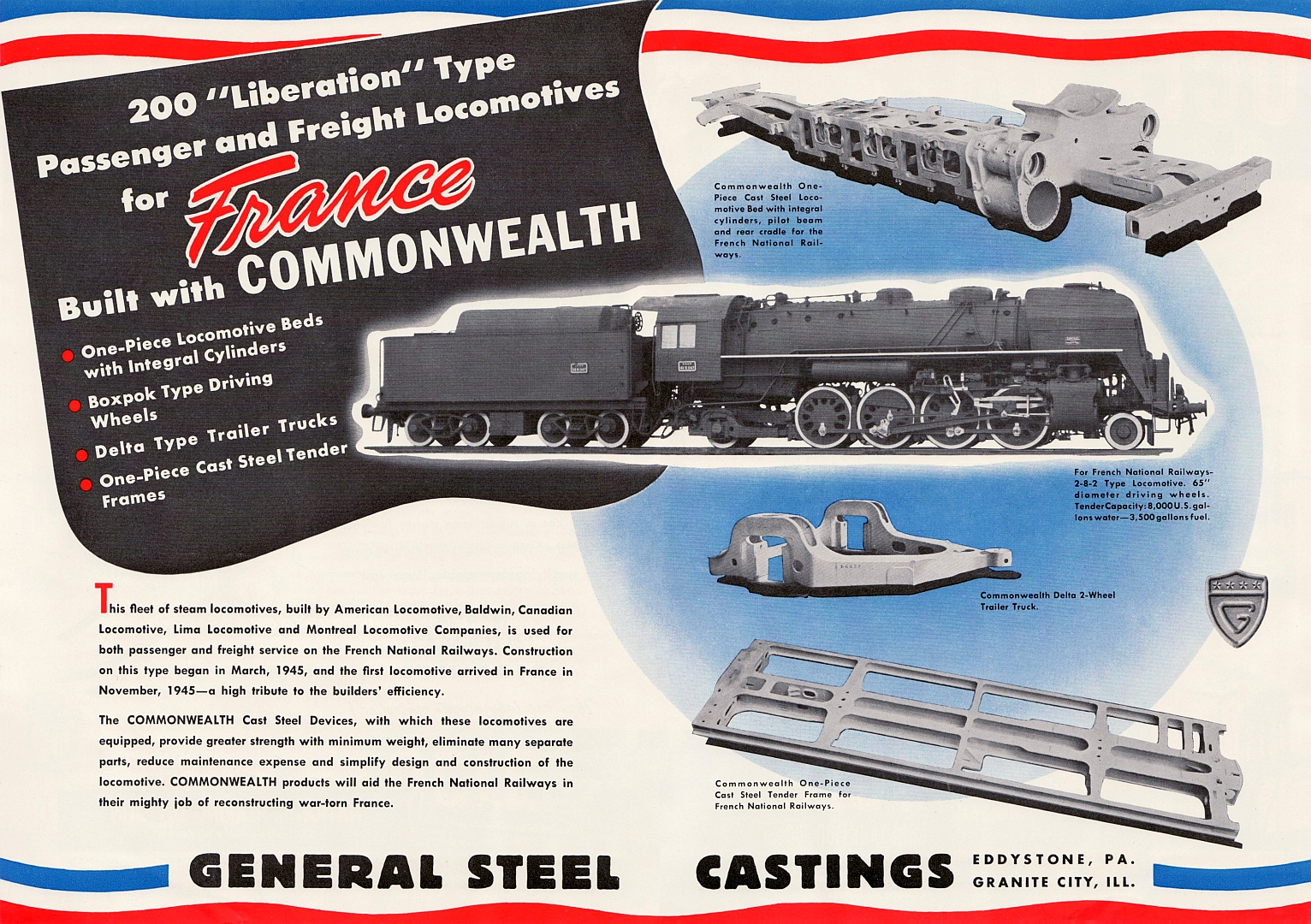
Publicité d'époque de la General Steel Castings (en), fournisseur de châssis monoblocs pour les 141 R.

### Une construction rapide
Après le second conflit mondial, les constructeurs américains, dynamisés par l'effort de guerre, se retrouvèrent à la tête de moyens de production très modernes. L'organisation des chaînes de montage des locomotives s'apparentait à ce qu'il se faisait dans l'industrie automobile. C'est ainsi que de juillet 1945 à mai 1946 les 700 141 R de la première tranche ont été construites en onze mois seulement. On peut cependant observer d'importants écarts sur le nombre de machines produites mensuellement. Si le gros de la production démarra vraiment en septembre, il atteignit son point culminant pendant les mois d'octobre, novembre, décembre et janvier, pour ralentir fortement en février et mars, et enfin reprendre jusqu’à mai, soit une moyenne de près de trois locomotives par jour. À titre de comparaison (toute relative, l'industrie française étant très affaiblie après la guerre) il fallut quatre ans, de juin 1948 à juillet 1952, au constructeur Schneider pour livrer les trente-cinq 241 P à la SNCF.
La première locomotive, la 141 R 1 construite par Lima, sortit des ateliers le 30 juillet 1945. La 141 R 466 fut la première à être débarquée en France le 17 novembre 1945 au port de Marseille. La dernière de la série, la 141 R 1340, sortit des ateliers de la Canadian Locomotive Company en juillet 1947 et fut débarquée le 5 septembre 1947 au port de Cherbourg.

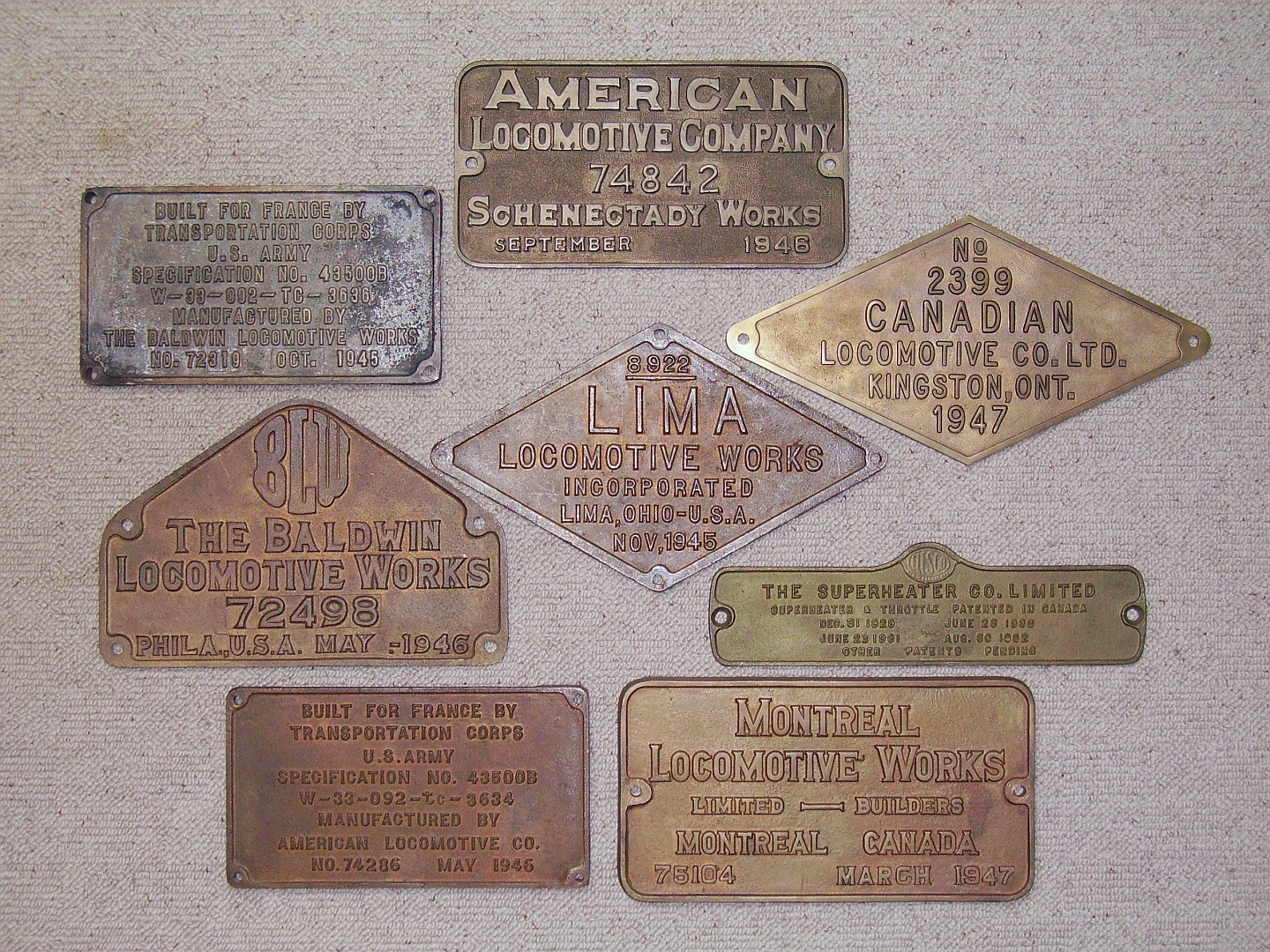
Plaques des constructeurs des locomotives 141 R.

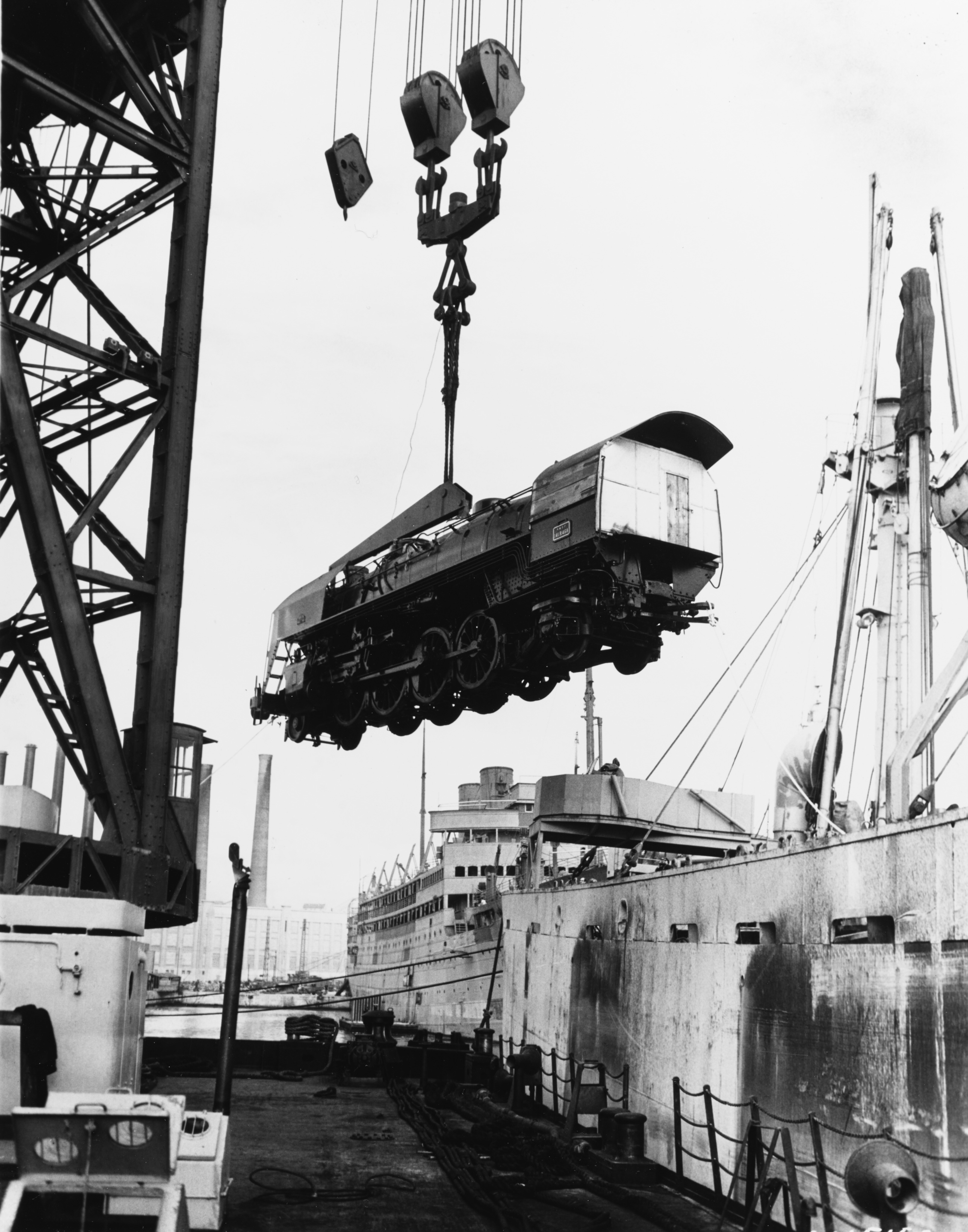
Débarquement de la 141 R 468, en novembre 1945 à Marseille.

| Constructeurs               | Numéros de construction | Nombre de locomotives | Immatriculations SNCF   |
| --------------------------- | ----------------------- | --------------------- | ----------------------- |
| Lima Locomotive Works       | 8867–9046               | 180                   | 141.R.1 – 141.R.180     |
| American Locomotive Company | 74054–74313             | 260                   | 141.R.181 – 141.R.440   |
| Baldwin Locomotive Works    | 72254–72513             | 260                   | 141.R.441 – 141.R.700   |
| Baldwin Locomotive Works    | 72699–72763             | 65                    | 141.R.701 – 141.R.765   |
| Baldwin Locomotive Works    | 72857–72897             | 41                    | 141.R.766 – 141.R.806   |
| Baldwin Locomotive Works    | 72928–72981             | 54                    | 141.R.807 – 141.R.860   |
| American Locomotive Company | 73934–74053             | 120                   | 141.R.861 – 141.R.980   |
| American Locomotive Company | 74833–74872             | 40                    | 141.R.981 – 141.R.1020  |
| Lima Locomotive Works       | 9112–9211               | 100                   | 141.R.1021 – 141.R.1120 |
| American Locomotive Company | 74916–74955             | 40                    | 141.R.1121 – 141.R.1160 |
| Baldwin Locomotive Works    | 72982–73017             | 36                    | 141.R.1161 – 141.R.1196 |
| Baldwin Locomotive Works    | 73046–73049             | 4                     | 141.R.1197 – 141.R.1200 |
| Montreal Locomotive Works   | 75010–75109             | 100                   | 141.R.1201 – 141.R.1300 |
| Canadian Locomotive Company | 2368–2407               | 40                    | 141.R.1301 – 141.R.1340 |

### Dix-sept locomotives manquantes
Dix-sept locomotives (les 141 R 1220 à 1235 et la 141 R 1241) disparurent en mer dans le naufrage du navire norvégien Belpamela (en), le 11 avril 1947, pris dans une violente tempête au large de Terre-Neuve. De ce fait, sur les 1 340 locomotives commandées, seules 1 323 machines entrèrent en service sur le réseau français.

### Une conception inédite en France
La conception des 141 R reprend un modèle largement éprouvé aux États-Unis. Baldwin Locomotive Works reprend le modèle de la Mikado légère USRA, conçue durant la première guerre mondiale, et produite à 1 266 exemplaires.
Pour la SNCF, ce type de machine constituait une petite révolution : à simple expansion et très évoluées du point de vue constructif, les 141 R 1101 à 1340 furent les seules locomotives à vapeur de la SNCF équipées de roues en acier moulé de type Boxpok, de boîtes à roulements à rouleaux Timken sur tous les essieux couplés, ainsi que d'un châssis monobloc en acier moulé quasiment indéformable. Les machines de la série 701 à 1100 furent équipées de roues Boxpok à roulements uniquement sur l'essieu moteur (le 3e essieu couplé), les premier, deuxième et quatrième conservant les roues à rayons et les boîtes à coussinets identiques à celles de la première tranche. Quant aux châssis en barres, et aux coussinets des boîtes d'essieux des 141 R 1 à 1100, ils se révélèrent tout aussi irréprochables, ce qui en fit à la fois des machines performantes et d'un entretien économique.

Différences de conception des 141 R
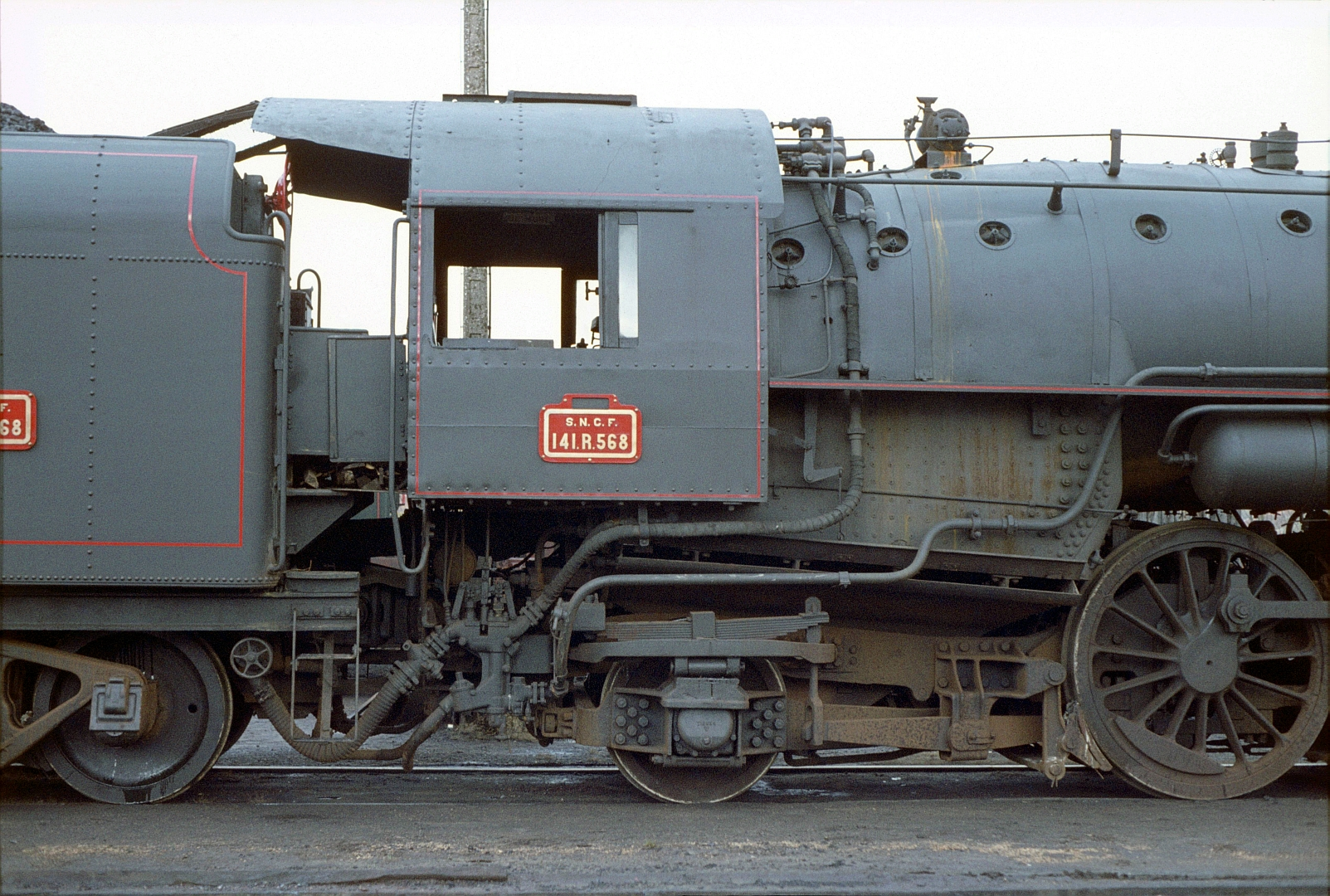
Détails d'une 141 R de la tranche 1 à 700 : Roues à rayons, bissel "Cole", châssis à longerons en barres.
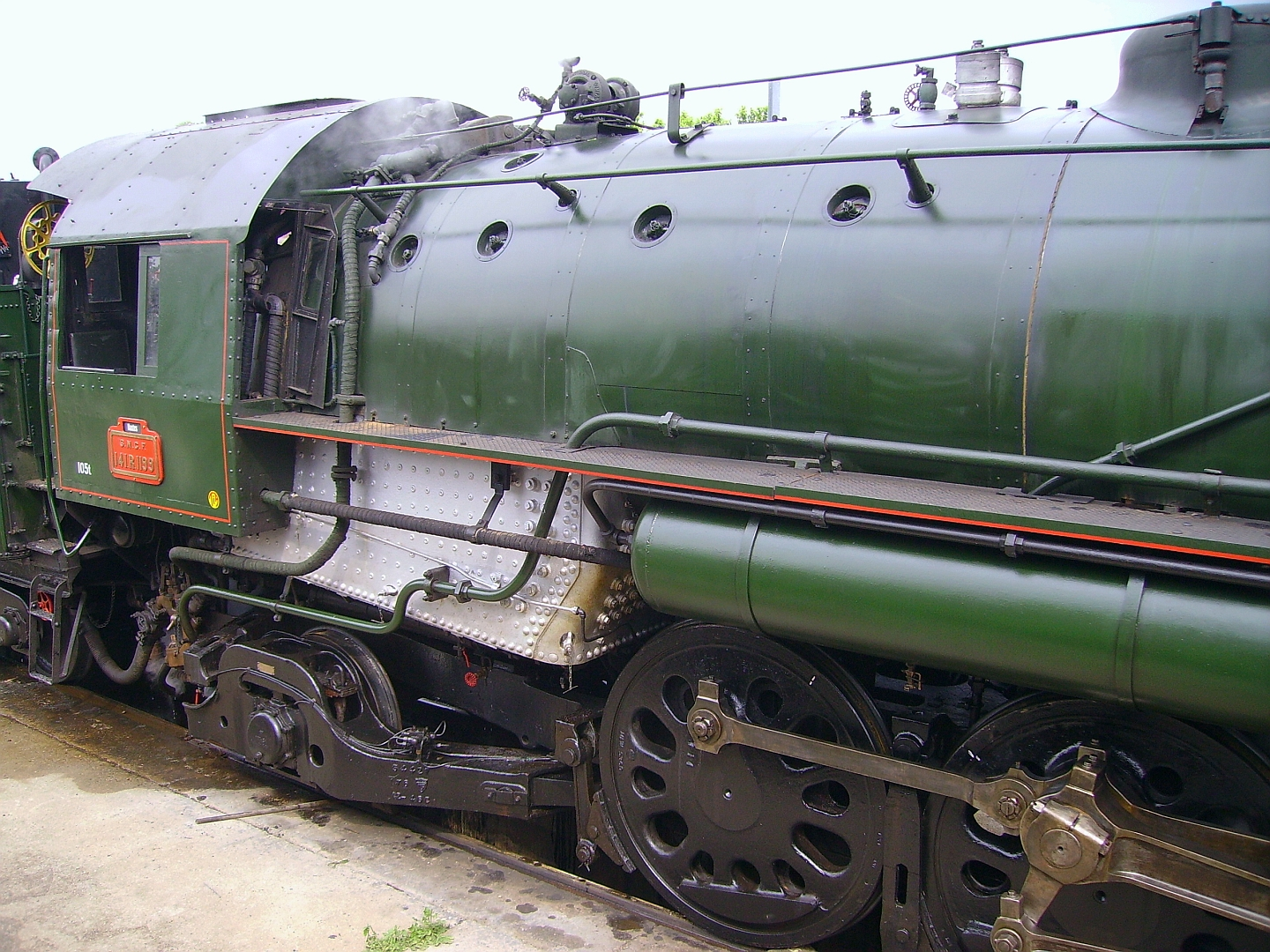
Détails d'une 141 R de la tranche 1101 à 1340 : Roues Boxpok, bissel "Delta", châssis monobloc.
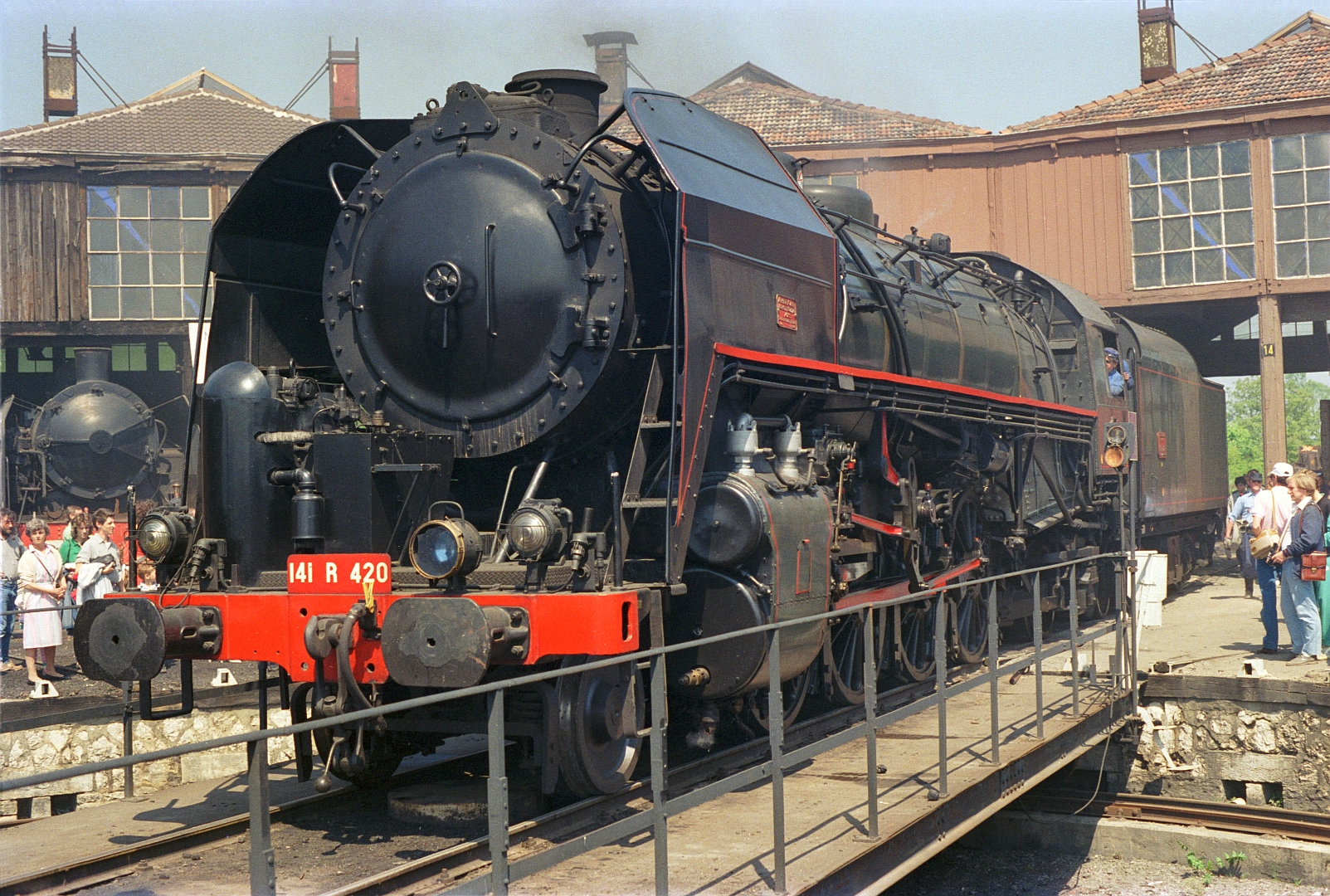
Porte de boîte à fumée classique, avec échappement américain simple (cheminée de petite section).
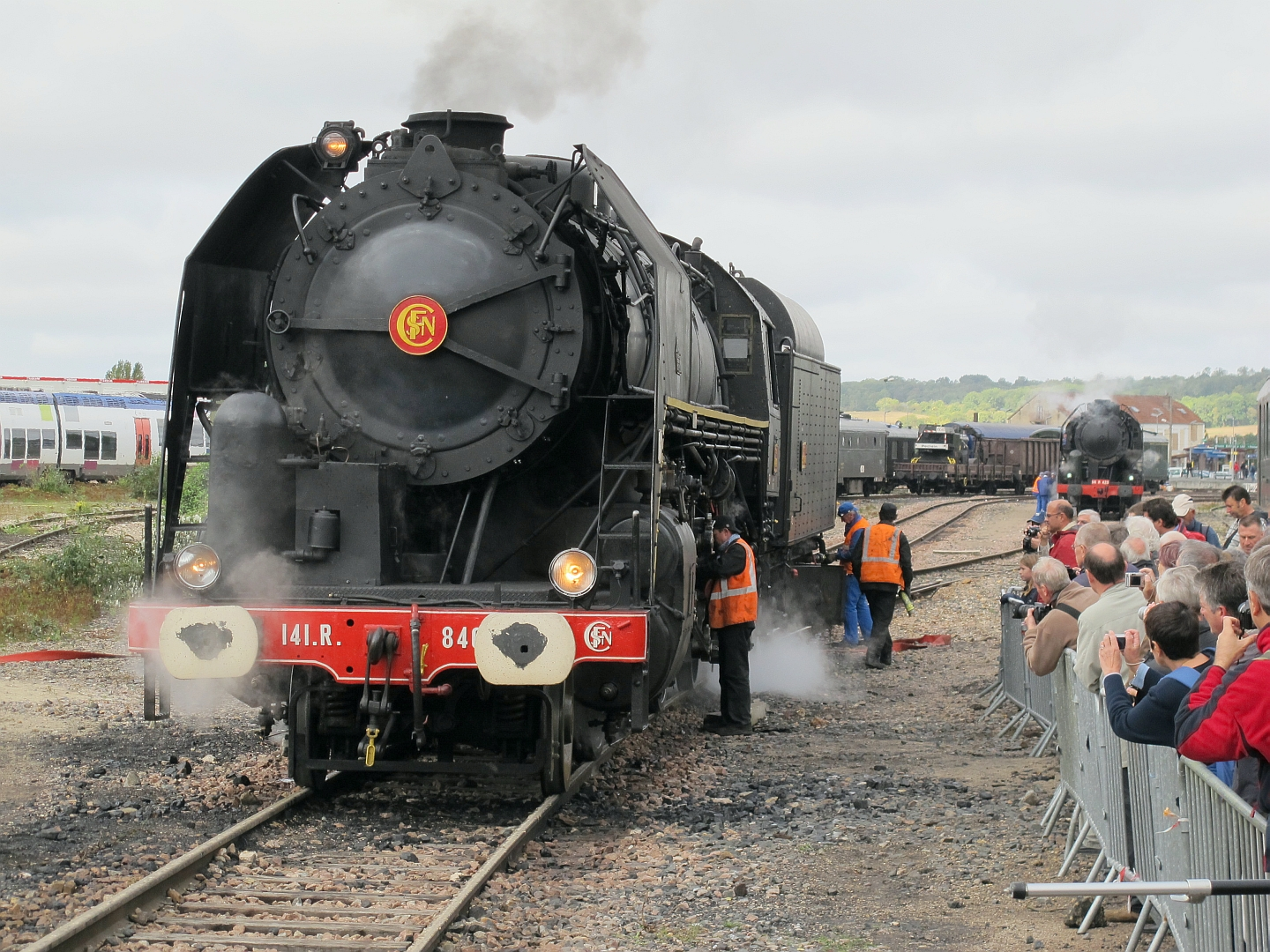
Porte de boîte à fumée "Unifiée" (ou de type "Nord") avec échappement Kylchap (cheminée de forte section).
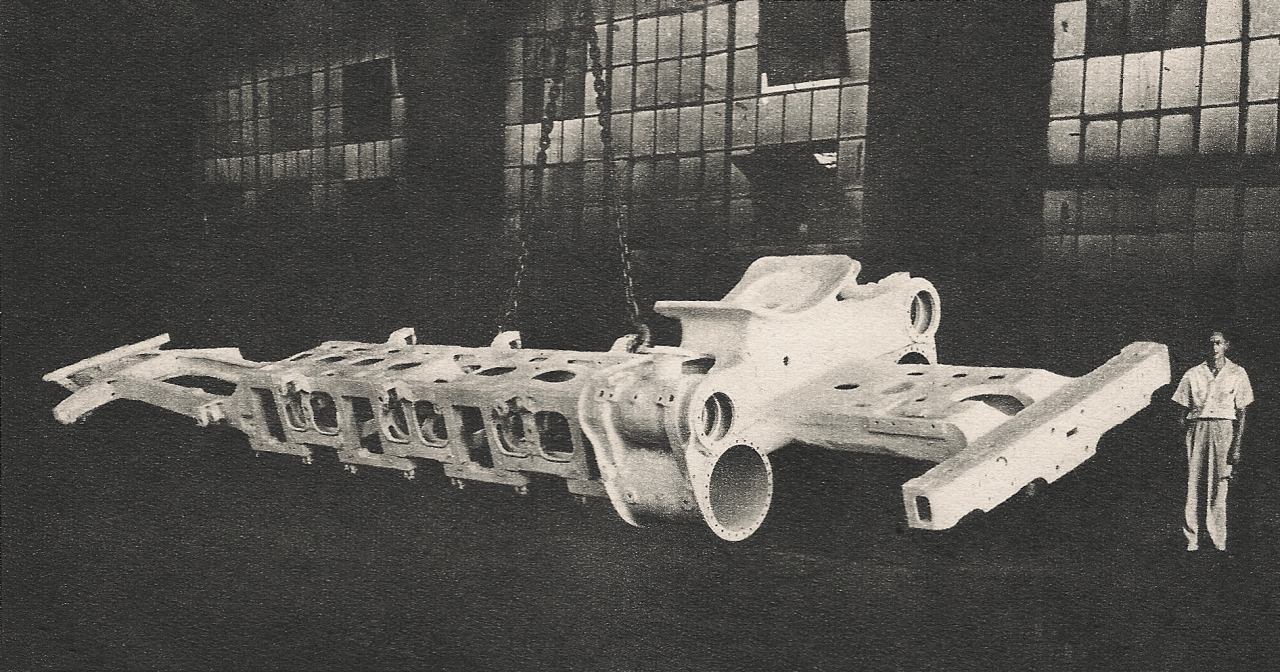
La fonderie d'un châssis-monobloc de 141 R nécessitait une coulée de 22 tonnes d'acier, ramenée à 18 tonnes après usinage pour une longueur de 14 m.

Pour les 141 R 1101 à 1340, le kilométrage maximum parcouru entre deux grandes révisions (levages), fut poussé jusqu’à 230 000 kilomètres. Faciles à conduire, elles offraient un confort relatif mais nouveau aux chauffeurs et aux mécaniciens : les abris étaient de véritables cabines de conduite fermées, dotées d'un confort et d'une ergonomie jusqu'alors inconnus à la SNCF : conduite et chauffe assises sur des fauteuils, avec les appareils de commande à portée de mains, alimentation automatique en charbon grâce au chargeur mécanique stoker, et chauffe au fioul encore plus aisée avec la commande du régulateur de mazout. Les facultés de puissance offertes par ces nouvelles machines alliées à leur simplicité de conduite, permirent de favoriser la gestion des équipes en rompant l'association locomotive-mécanicien-chauffeur, et en instaurant la conduite en banalité.

#### Ensemble alimentaire «Worthington»

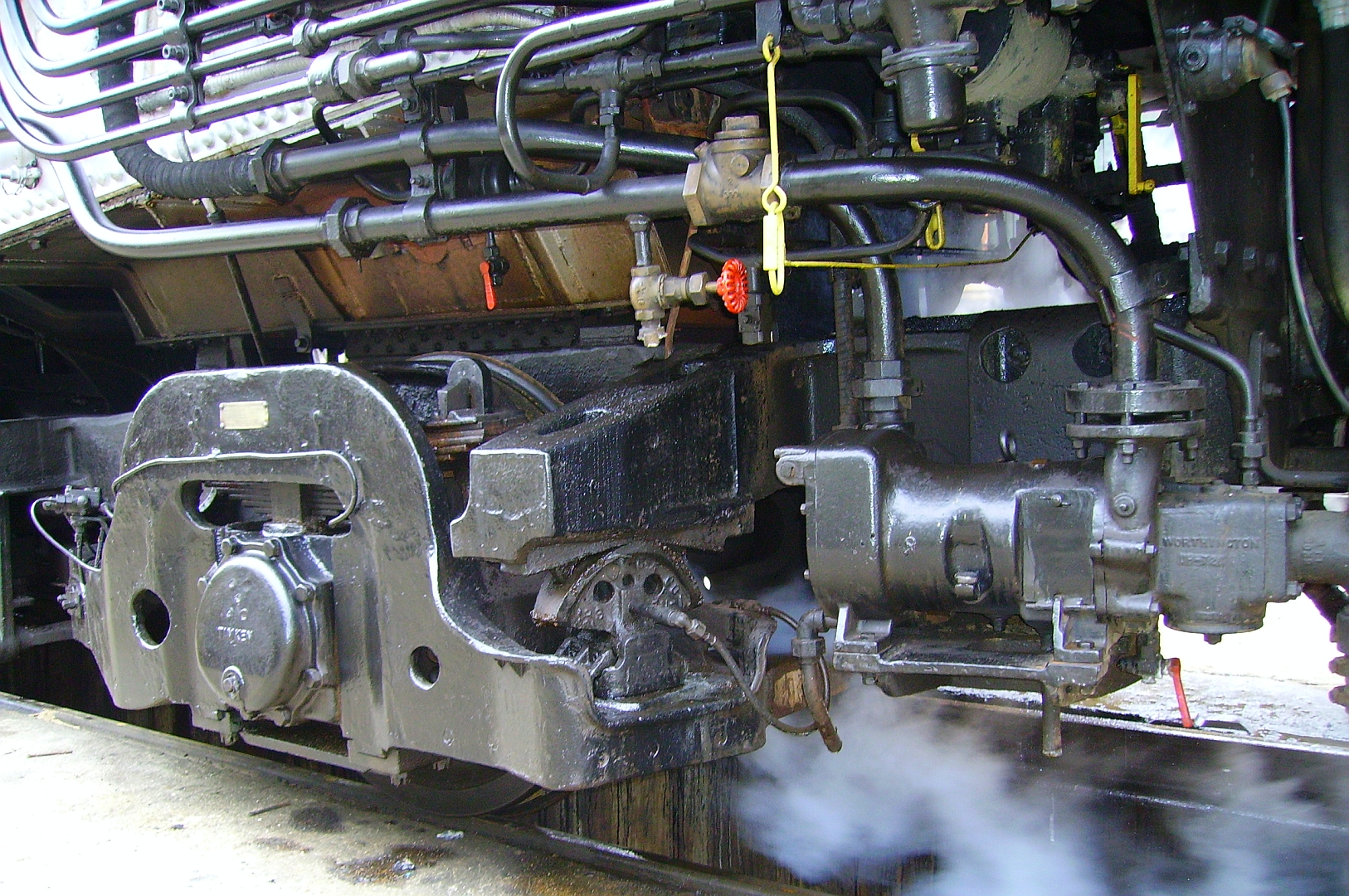
À droite la turbopompe branchée sur l'arrivée d'eau du tender, avec sur sa partie supérieure le tuyau de départ vers le réchauffeur et à l'extrémité celui d'arrivée de vapeur pour la turbine.

En complément de l'injecteur « Edna Brass » situé sous le côté droit la cabine de conduite, pour l'alimentation en eau de la chaudière les 141 R sont équipées d'un ensemble alimentaire Worthington (en)« 3 SAE » composé de deux pompes distinctes placées en amont et en aval d'un réchauffeur d'eau. Lorsque arrive le moment d'envoyer de l'eau dans la chaudière, on met en marche la pompe d'alimentation alternative Worthington placée sous le tablier avant droit de la locomotive. Celle-ci commence à refouler dans la chaudière l'eau en provenance du réchauffeur mélangeur Worthington situé dans la partie supérieure de la boîte à fumée, devant la cheminée. En baissant, le niveau de l'eau contenu dans ce réchauffeur entraîne avec lui un système à flotteur, qui ouvre automatiquement l'alimentation en vapeur de la turbopompe à eau froide Worthington placée à l'arrière de la locomotive, sous le côté gauche de la cabine de conduite. Cette dernière se met alors à refouler de l'eau froide provenant du tender vers le réchauffeur, eau qui sera montée en température puis injectée dans la chaudière par la pompe d'alimentation alternative Worthington. Lorsque le niveau de l'eau dans la chaudière est suffisant, la pompe d'alimentation alternative est arrêtée ; pendant ce temps le niveau de l'eau dans le réchauffeur continue de monter jusqu'au moment où le système à flotteur ferme l'alimentation en vapeur de la turbopompe à eau froide, qui ainsi s'arrête de fonctionner. Cet ensemble alimentaire a un débit de 20,5 m3/h.

### Tender
Le tender immatriculé 30 R est de conception typiquement américaine, avec la soute à combustible intégrée sur toute la largeur de la partie avant de la caisse. Sa capacité en eau est de 30 m3, et de 11,5 tonnes de charbon ou 13 m3 de fioul pour la soute à combustible. La caisse est conçue en tôles soudées pour les tenders Alco, rivetées ou soudées pour les Baldwin, et rivetées pour les autres constructeurs. Cette caisse repose sur un châssis monobloc, reposant lui-même sur deux bogies en acier moulé, équipés de boîtes d'essieux à coussinets sur les no 1 à 700, à roulements à rouleaux pour les no 701 à 1340, et dotés de roues d’un diamètre de 1 067 mm. Les tenders à charbon sont équipés d'un stoker actionné par un moteur à vapeur logé sur le côté gauche. Sa longueur hors-tout est de 9,5 m, pour un poids total en charge atteignant les 76 tonnes sur les tenders fioul.

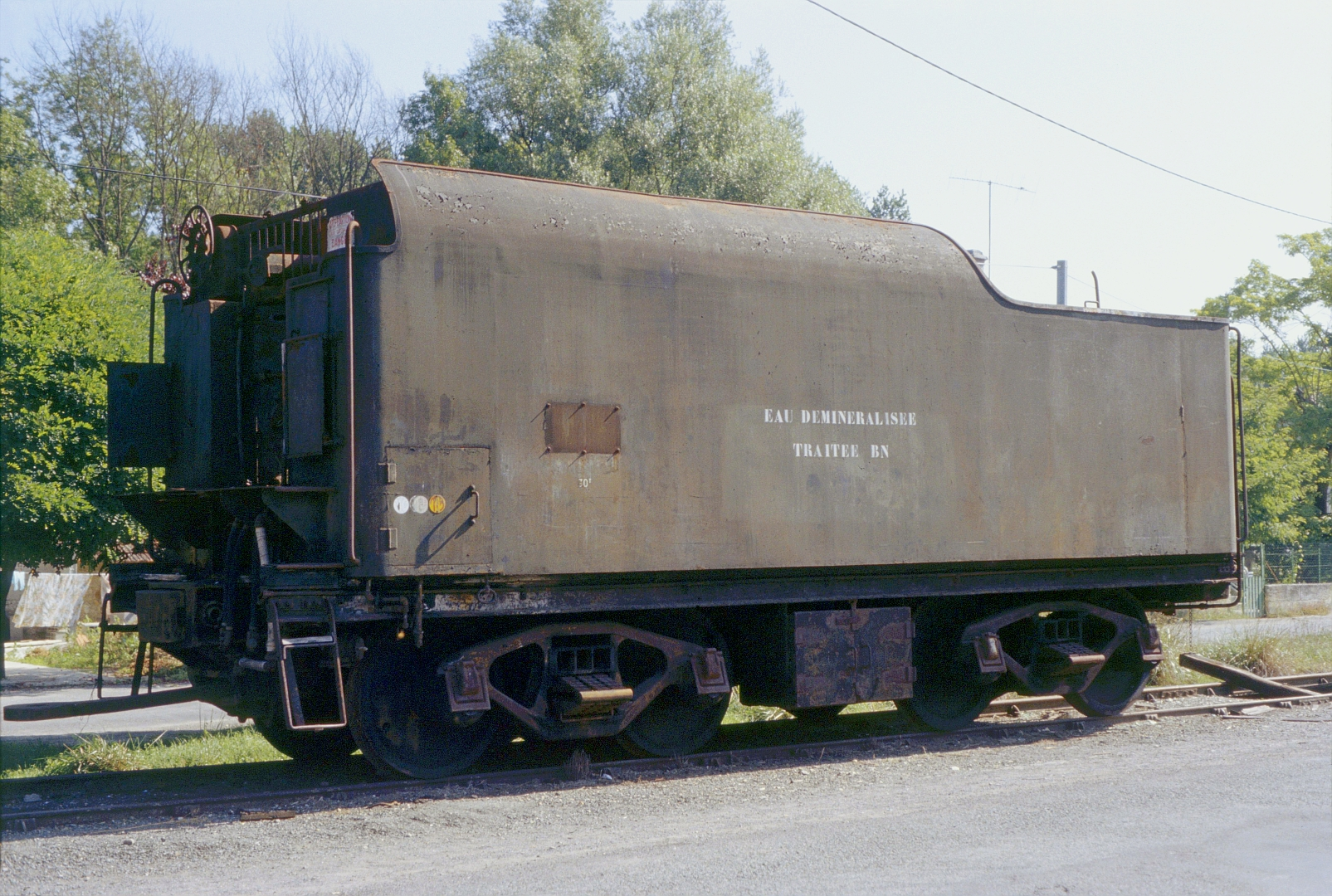
Le tender charbon 30 R 370 à caisse soudée (lisse).
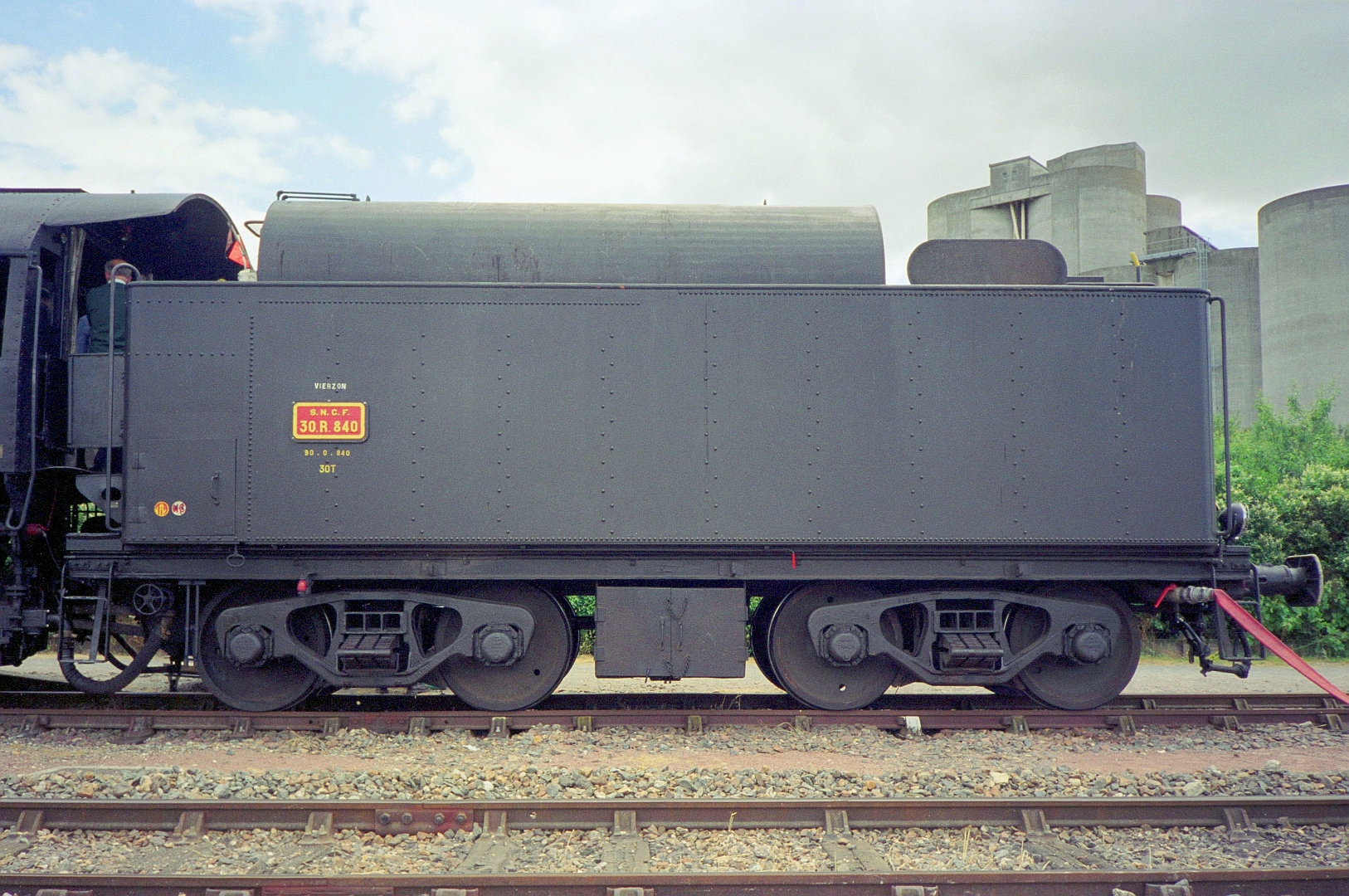
Le tender fioul 30 R 840 à caisse rivetée.

### Les derniers dépôts actifs

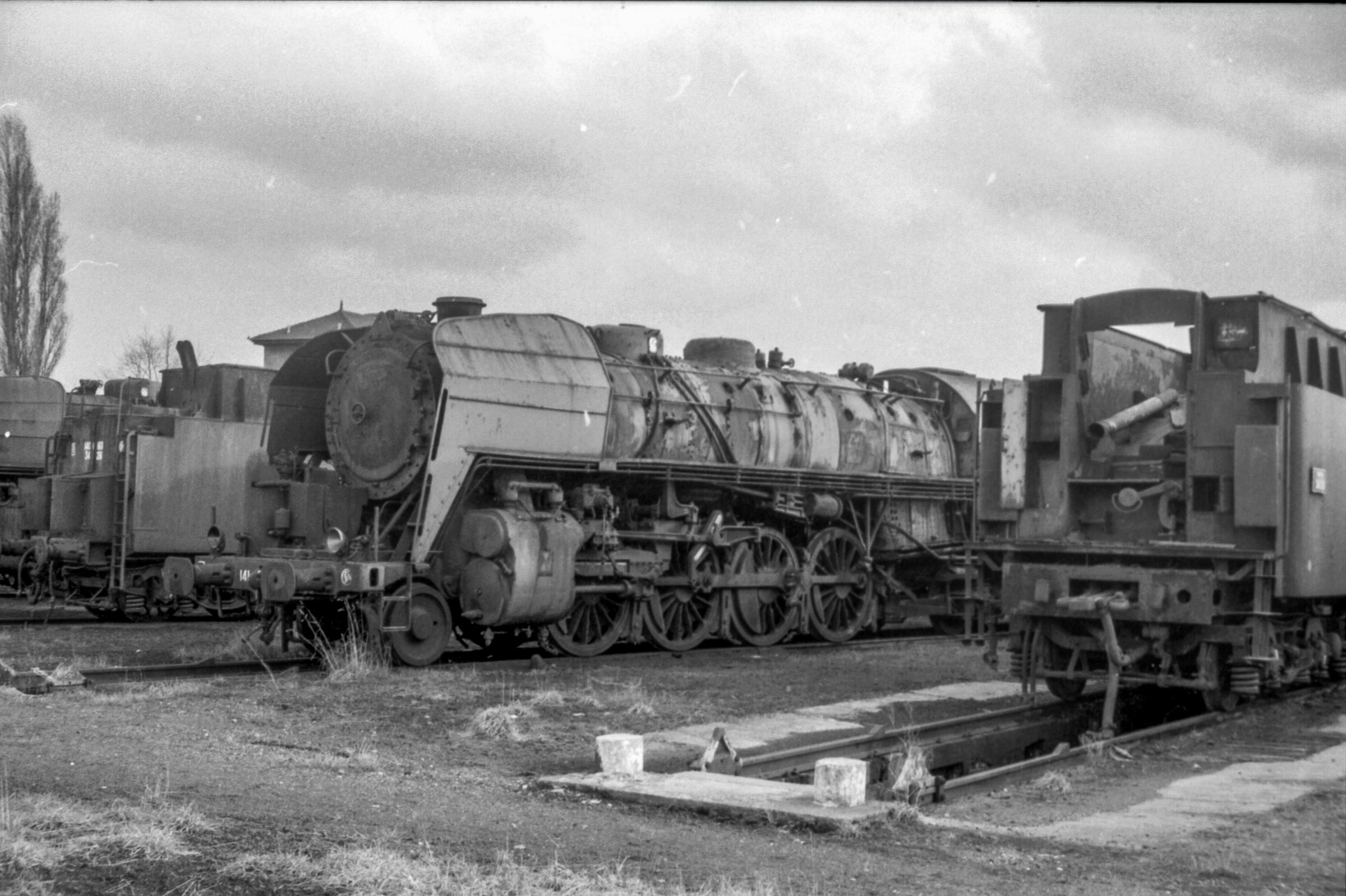
Locomotives 141 R en attente de découpage à Sarreguemines en 1975.

Après la fermeture en 1972 du dépôt d'Annemasse où les 141 R tractaient des trains d'eaux minérales entre Evian et Bellegarde, l'année 1973 marqua la fin des services réguliers des 141 R encore engagées exclusivement sur des trains de marchandises.
- Vénissieux : sur Lyon (Guillotière) - Grenoble. Les dernières machines (fioul) actives étaient les 141 R 846, 963, 1104, 1106, 1320 et 1338. Le dernier train régulier de marchandises, le no 65758, a eu lieu le 10 janvier 1973 dans le sens Grenoble - Lyon avec la 141 R 1187.
- Narbonne : sur Narbonne - Cerbère. Les dernières machines (fioul) actives étaient les 141 R 1126, 1147 et 1249. Le dernier train a eu lieu en avril 1973.
- Vierzon : sur Vierzon - Bourges. Les dernières machines (fioul) actives furent les 141 R 1332 et 1336. Le dernier train circula sur Bourges le 4 août 1973 avec la 141 R 1332[5].
- Nevers : sur Nevers - Étang-sur-Arroux - Montchanin. Les dernières machines (charbon) actives étaient les 141 R 183, 243, 532, 592, 607, 626 et 631. Les dernières 141 R furent définitivement éteintes le 24 décembre 1973 en soirée[6].
- Sarreguemines : sur Sarralbe - Sarreguemines - Béning et Sarreguemines - Forbach. Les dernières machines (charbon) actives étaient les 141 R 73, 375, 420, 484 et 568. L’omnibus no 7294 Strasbourg - Wingen-sur-Moder du mardi 31 octobre 1972[7] à 18h51, tracté par la 141 R 375 du dépôt de Sarreguemines sera le dernier train en service voyageurs de la SNCF tracté par une locomotive à vapeur[8]. Le 29 mars 1974, la 141 R 420 assure la traction du convoi RO 71025 de Béning à Sarreguemines[3]. Le 31 mars 1974, la 141 R 73 du dépôt de Sarreguemines est la dernière locomotive à vapeur de la SNCF qui effectue un service commercial. Elle conduit un wagon de secours de Sarreguemines à Forbach. Cet ultime trajet de 60 km marque la fin de la traction vapeur en France sans le moindre cérémonial[9],[10].

### Les représentantes de la fin de la vapeur en France

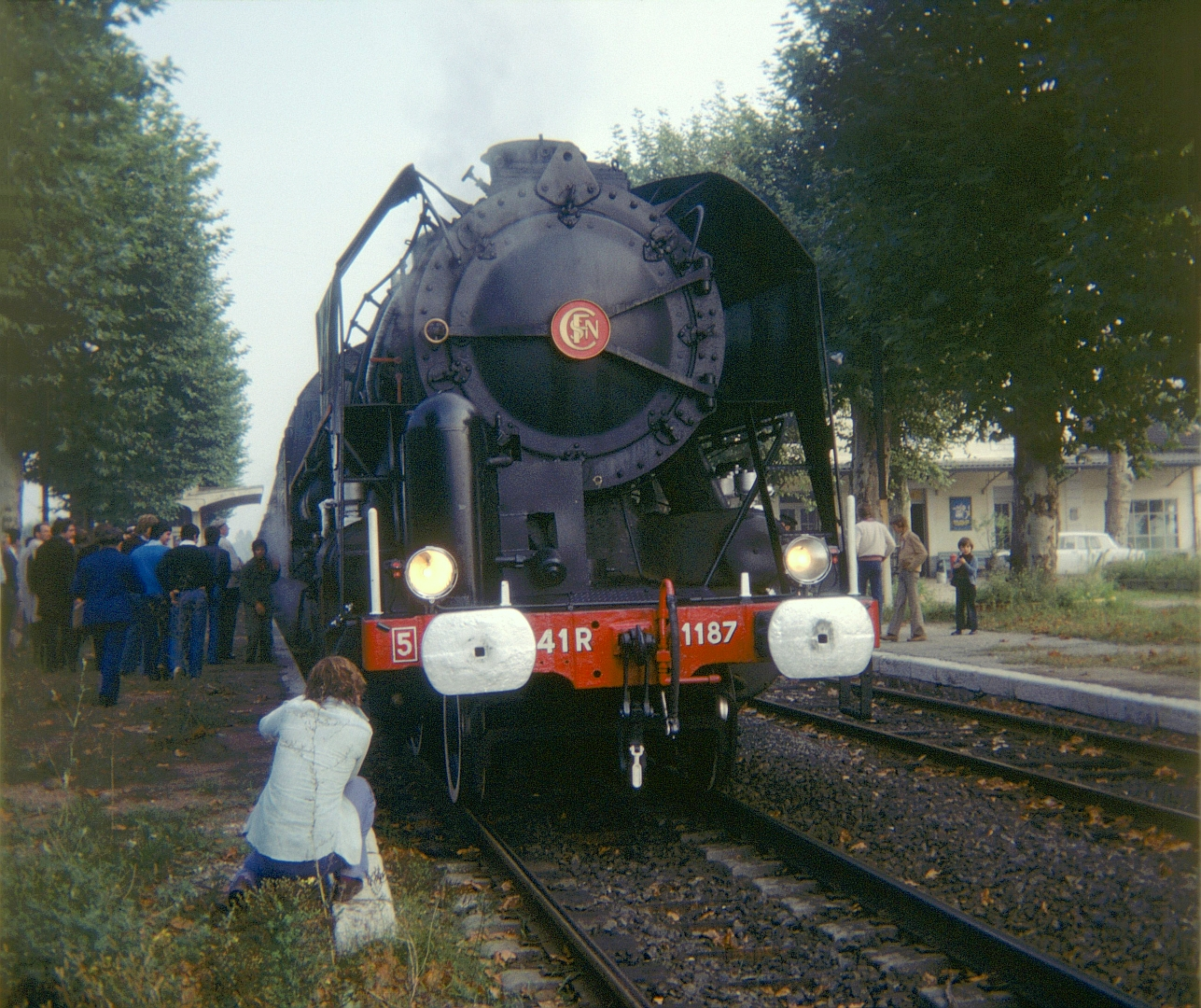
La 141 R 1187 le 21 septembre 1975. Dernière 141 R en circulation à la SNCF.

À la demande des amateurs de chemin de fer et en accord avec les chefs d'établissements, trois 141 R figurant encore à l'effectif de la SNCF, choisies en raison de leur bon état général, obtinrent un sursis de circulation jusqu’en 1975 pour assurer la traction de trains spéciaux. Il s’agit de la 141 R 1126 du dépôt de Narbonne et des 141 R 1187 et 1244 du dépôt de Vénissieux.
La 141 R 1126 du dépôt de Narbonne fit sa dernière sortie le 1er juin 1975, en tête d'un train spécial composé de seize voitures, pour un voyage aller et retour entre Narbonne et Cerbère sur la ligne de la Côte Vermeille, et c'est le 19 octobre 1975 que circula la dernière de ces trois 141 R encore en service à la SNCF, la 141 R 1187 du dépôt de Vénissieux, en assurant un train spécial aller et retour entre Lyon et Veynes via Grenoble et la ligne des Alpes.
Depuis 1981 et jusqu'à nos jours, la SNCF autorise parfois la circulation de certaines 141 R préservées par des associations, pour la traction de trains spéciaux.

## Caractéristiques

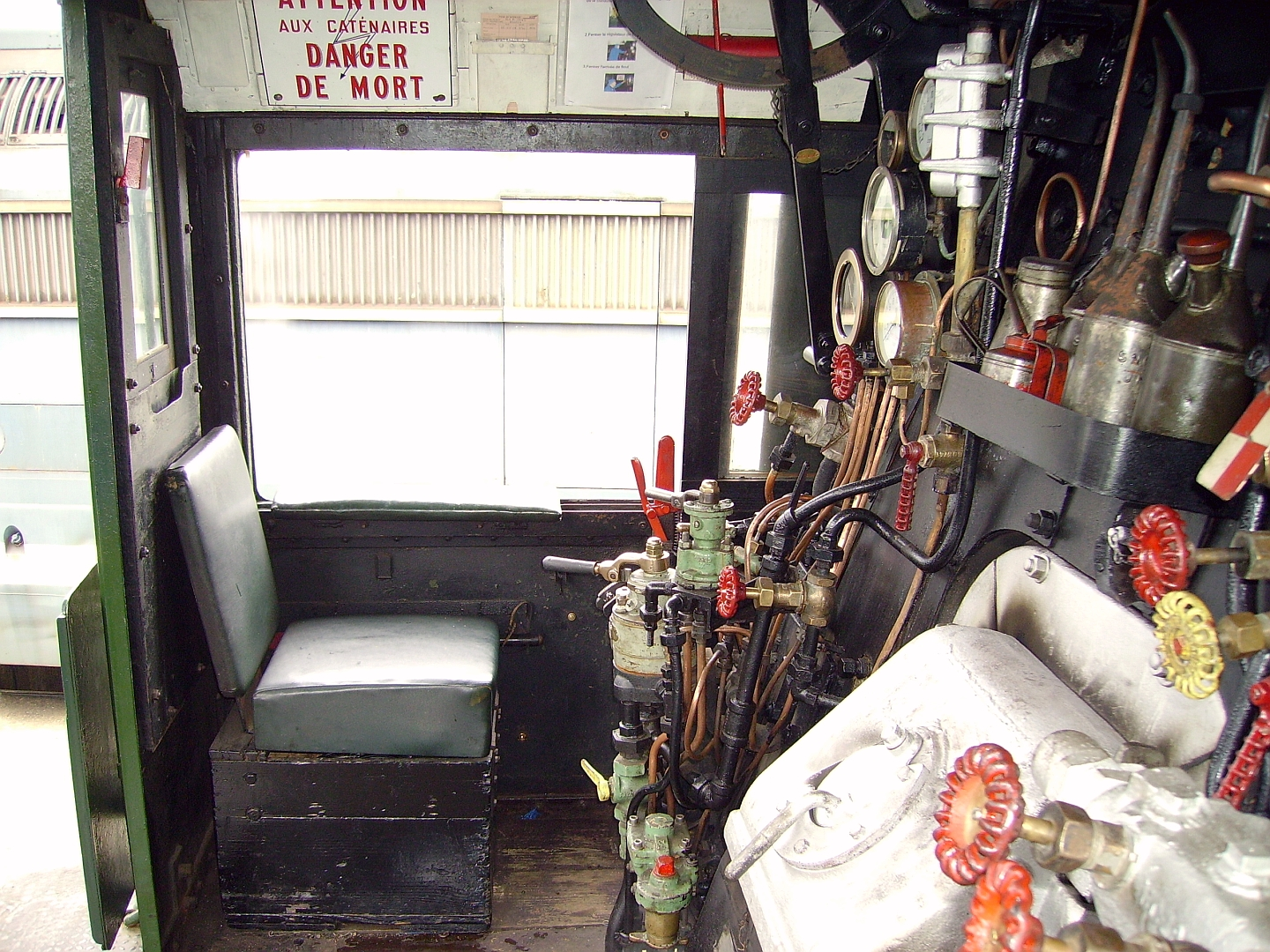
Le poste de conduite de la 141 R 1199.

| Caractéristique                           | Valeur                                                                        |
| Locomotive                                | Locomotive                                                                    |
| ----------------------------------------- | ----------------------------------------------------------------------------- |
| Surface de grille                         | 5,15 m2                                                                       |
| Surface de chauffe                        | 250,7 m2                                                                      |
| Surface de surchauffe                     | 65,4 m2                                                                       |
| Nombre d'éléments                         | 175 + 36                                                                      |
| Nombre de cylindres                       | 2 (simple expansion)                                                          |
| Diamètre cylindres                        | 597 mm                                                                        |
| Course pistons                            | 711 mm                                                                        |
| Pression de la chaudière                  | 15,17 bars                                                                    |
| Diamètre des roues motrices               | 1 651 mm                                                                      |
| Diamètre des roues du bissel              | 914 mm                                                                        |
| Masse en ordre de marche                  | 115,2 tonnes source Baldwin pour engins au fuel                               |
| Masse adhérente                           | 80 tonnes source Baldwin pour engins au fuel                                  |
| Longueur hors tout de la locomotive seule | 14,639 m                                                                      |
| Puissance maximum au crochet du tender    | 2 150 kW à 80 km/h                                                            |
| Effort de traction maximum                | 198 kN source Baldwin pour engins au fuel                                     |
| Effort maximum théorique                  | 237 kN                                                                        |
| Vitesse maxi en service                   | 100 km/h                                                                      |
| Tender : 30 R                             |                                                                               |
| Tare du tender                            | charbon :30 tonnes, petit réservoir : 30 tonnes, grand réservoir : 33 tonnes. |
| Capacité en eau                           | 30,4 m3                                                                       |
| Capacité en charbon                       | 11 tonnes                                                                     |
| Capacité en fuel                          | petit réservoir : 9,5 m3, grand réservoir : 13,3 m3.                          |
| Masse du tender en ordre de marche        | 75 tonnes                                                                     |
| Longueur du tender                        | 8,85 m                                                                        |
| Longueur totale locomotive + tender       | 24,13 m                                                                       |

## Service régulier
Les 141 R ont assuré un service régulier éclectique. Du fait de leurs performances, et de la nécessité d'après-guerre, elles ont été autorisées à tous les types de trains pour peu à peu s'effacer devant les machines diesels et électriques qui entraient progressivement en service.

### Des trains de prestige
Ces locomotives ont tracté des trains emblématiques comme « Le Mistral » Paris - Nice, entre Marseille et Nice. Citons aussi les trains GR/RG Genève - Riviera (et retour) tractés par des 141 R en double traction entre Genève-Cornavin et Valence via Grenoble, puis à nouveau entre Marseille et Vintimille.
La Flèche d'or a été tractée en double traction avec les Pacific 231 E, en raison de l’important tonnage du train. La 141 R de tête ne pouvant recevoir la plaque du train, seule la Pacific en était équipée.
Le Train Bleu a également été tracté par des 141 R entre Marseille et Vintimille.

### Service régulier international
- Vers l'Allemagne
  - Ligne Forbach - Béning - Sarrebruck - Dillingen
  - Ligne Sarreguemines - Sarrebruck
  - Ligne Strasbourg - Kehl
  - Ligne Mulhouse - Chalampé - Neuenburg
- Vers l'Italie
  - Ligne Marseille - Nice - Vintimille
- Vers le Luxembourg
  - Ligne Metz - Thionville - Luxembourg
- Vers la Suisse
  - Ligne Pontarlier - Vallorbe
  - Ligne Besançon - Morteau - Le Locle
  - Ligne Lyon-Perrache - Ambérieu - Culoz - Genève
  - Ligne Valence - Grenoble - Chambéry - Culoz - Genève (trains Genève - Vintimille, Genève - Irun et Genève - Cerbère)
  - Ligne Évian - Saint-Gingolph - Le Bouveret
  - Ligne Mulhouse - Saint-Louis - Bâle
  - Ligne Saint-Louis - Bâle - Bâle-Muttenz

### Autres services à l'étranger
Quatre machines du dépôt de Narbonne, les 141 R 1123, 1124, 1141 et 1144 furent louées aux chemins de fer grecs de novembre 1973 à avril 1974. Ces quatre 141 R furent mises à la ferraille dès leur retour en France, à Culoz.

## Machines préservées
Onze locomotives 141 R sont aujourd'hui préservées dont quatre en Suisse. Il s'agit des machines suivantes :
| Machine    | Constructeur                | Numéro de construction | Année | Observations | Illustration          |
| ---------- | --------------------------- | ---------------------- | ----- | --- | --------------------- |
| 141 R 73   | Lima Locomotive Works       | 8939                   | 1945  | Chauffe au charbon. Propriété de Andrew Cook. Garée partiellement démontée à Vallorbe par « Swiss Classic Train GmbH ». | Locomotive 141 R 73   |
| 141 R 420  | American Locomotive Company | 74293                  | 1946  | Chauffe au charbon. · Propriété de la « Société Civile de Conservation de la 141 R 420 ». · Basée à Clermont-Ferrand en état de marche. · Classée MH (1987).                                                                                       | Locomotive 141 R 420  |
| 141 R 568  | Baldwin Locomotive Works    | 72381                  | 1945  | Chauffe au charbon. Rachetée à la SNCF le 21 mars 1975 par André Presle, puis par la CITEV, et enfin par « Swiss Classic Train GmbH ». Basée à Vallorbe en état de marche.                                                                         | Locomotive 141 R 568  |
| 141 R 840  | Baldwin Locomotive Works    | 72961                  | 1946  | Chauffe au fioul. · Propriété de L'« Amicale des Anciens et Amis de la Traction à Vapeur » Centre/Val de Loire. · Basée aux Aubrais en état de marche. · Classée MH (2003).                                                                        | Locomotive 141 R 840  |
| 141 R 1108 | Lima Locomotive Works       | 9199                   | 1946  | Chauffe au fioul. · Propriété de la SNCF. Gérée par L'« Amicale des Anciens et Amis de la Traction à Vapeur » AAATV Nice. · Exposée à l'écomusée du haut-pays et des transports de Breil-sur-Roya. Inscrite MH (2019).                             | Locomotive 141 R 1108 |
| 141 R 1126 | American Locomotive Company | 74921                  | 1946  | Chauffe au fioul. · Propriété de la SNCF. · Gérée par L’« Amicale des Cheminots pour la Préservation de la 141 R 1126 ». · Basée à Toulouse en état de marche. Classée MH (1998).                                                                  | Locomotive 141 R 1126 |
| 141 R 1187 | Baldwin Locomotive Works    | 73008                  | 1946  | Chauffe au fioul. Propriété de la SNCF. Exposée à la Cité du train de Mulhouse. | Locomotive 141 R 1187 |
| 141 R 1199 | Baldwin Locomotive Works    | 73048                  | 1947  | Chauffe au fioul. · Propriété de la SNCF. Confiée à L'« Amicale des Anciens et Amis de la Traction à Vapeur » Centre/Val de Loire. Basée aux Aubrais depuis le 21 mai 2022. En attente de restauration. Classée MH (1984)                          | Locomotive 141 R 1199 |
| 141 R 1207 | Montreal Locomotive Works   | 75016                  | 1946  | Chauffe au charbon. Propriété de Andrew Cook. Garée partiellement démontée à Vallorbe par « Swiss Classic Train GmbH ». |                       |
| 141 R 1244 | Montreal Locomotive Works   | 75053                  | 1946  | Chauffe au fioul. Propriété du « Verein Mikado 1244 ». Basée à Brugg en état de marche. | Locomotive 141 R 1244 |
| 141 R 1298 | Montreal Locomotive Works   | 75107                  | 1947  | Chauffe au fioul (tender 30 R 1102). Propriété de la SNCF. Gérée par L'« Association Provençale de Préservation et d'Animation Ferroviaire ». Basée à Nîmes, garée à chute de timbre (2023) et non agréée à circuler sur le réseau ferré national. | Locomotive 141 R 1298 |

La 141 R 1332 fut un moment préservée avec le tender 30 R 370, mais en définitive seul le châssis de la locomotive est sauvegardé et désormais exposé au Royaume-Uni, dans une usine du groupe « William Cook Holdings Limited ».

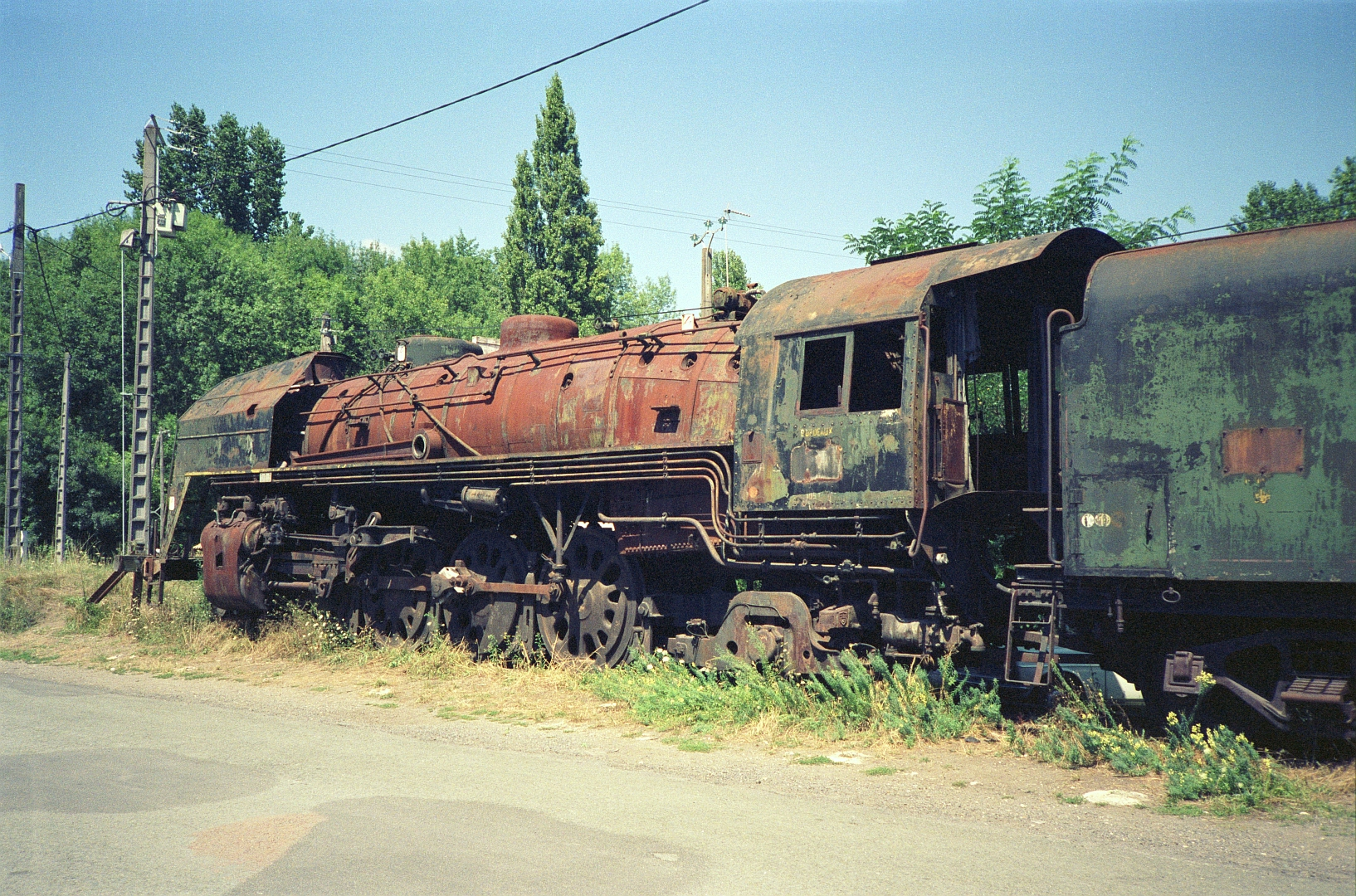
La 141 R 1332 garée à Jarnac en 1991.

## Apparition dans la culture
- La 141 R 12 est la locomotive poursuivie par Spirou et Fantasio dans l'album Du glucose pour Noémie.
- La 141 R 607 de Nevers apparaît dans le film le Crime de l'Orient Express de Sidney Lumet (1974), portant secours au train en panne.
- La 141 R 1126 est vue dans plusieurs scènes du film La Fille du puisatier de et avec Daniel Auteuil (2011), remake du film homonyme de Marcel Pagnol (1940).
- La 141 R 1212 dans la bande dessinée Les Tribulations de Louison Cresson dans l'album Le Train fantôme.

## Galerie d'images

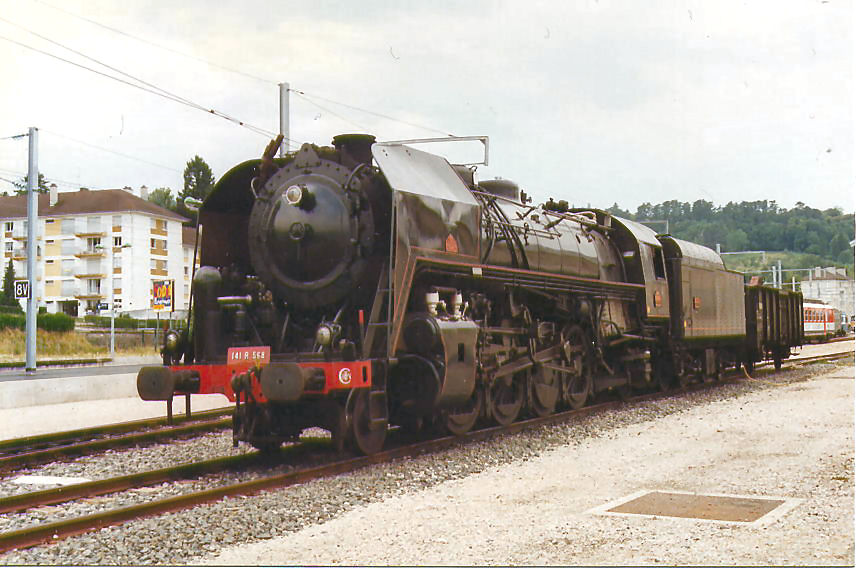
La 141 R 568 en gare de Lons-le-Saunier (Jura) le 1er aout 1996, à l'époque des trains de la CITEV.
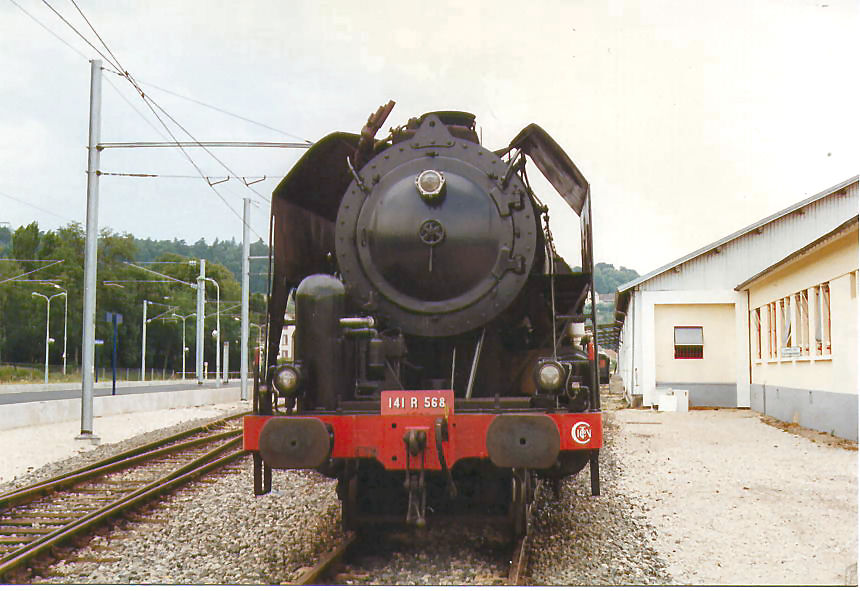
Face avant de la 141 R 568
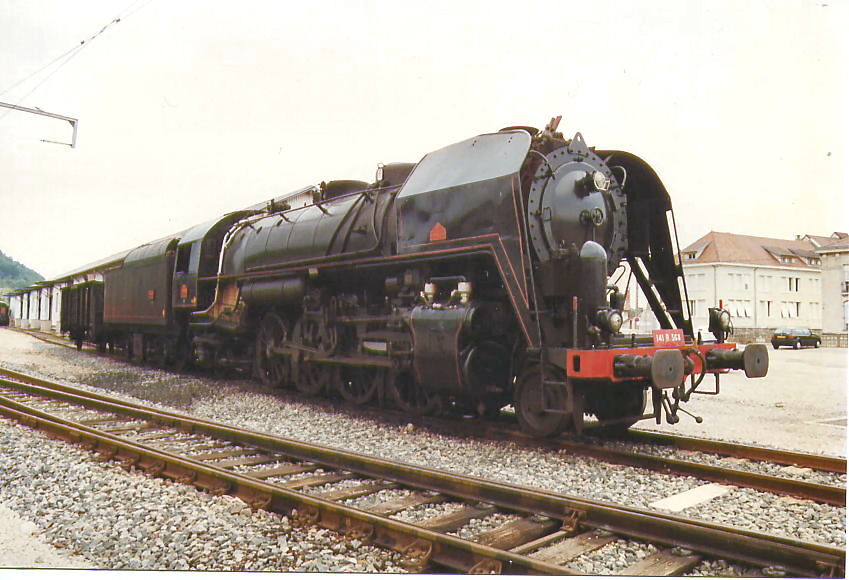
Côté gauche de la 141 R 568
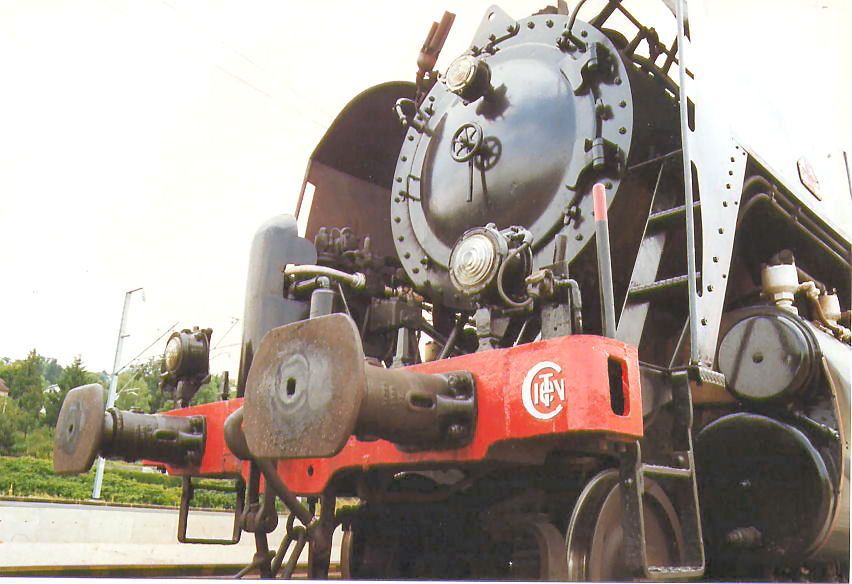
Face avant de la 141 R 568
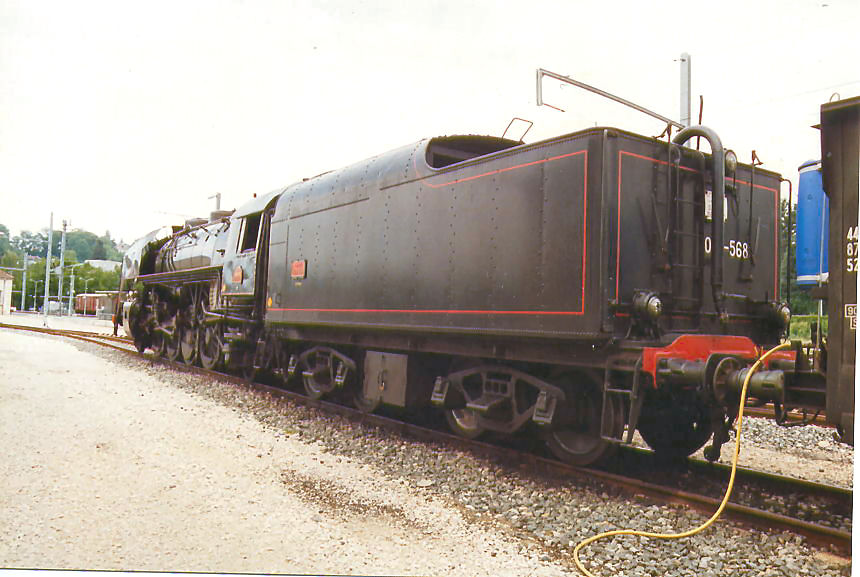
Le tender 30 R 568, équipé sur l'arrière de trois feux, et d'un tuyau pour l'approvisionnement en eau.
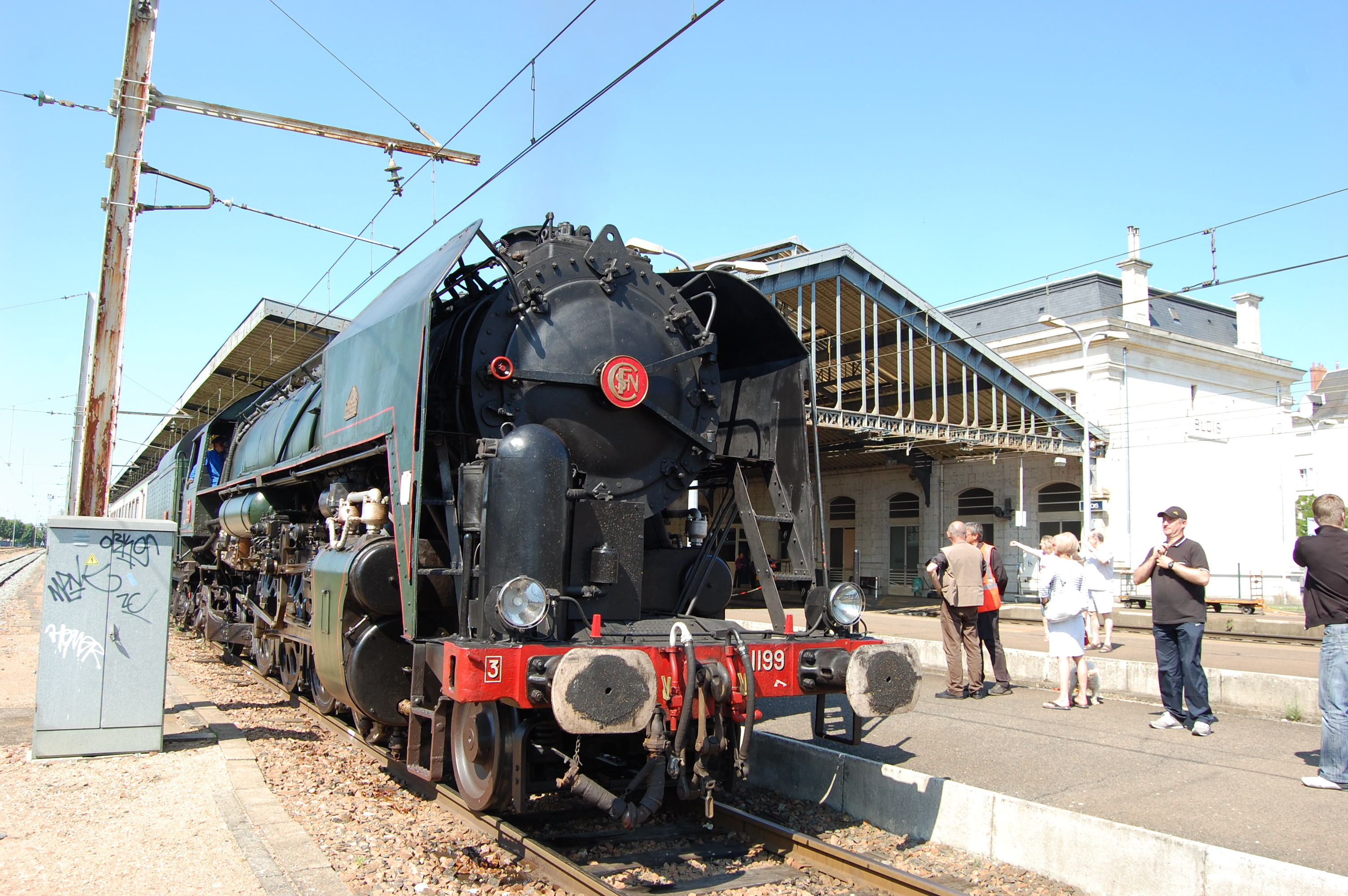
La 141 R 1199 en gare de Blois.
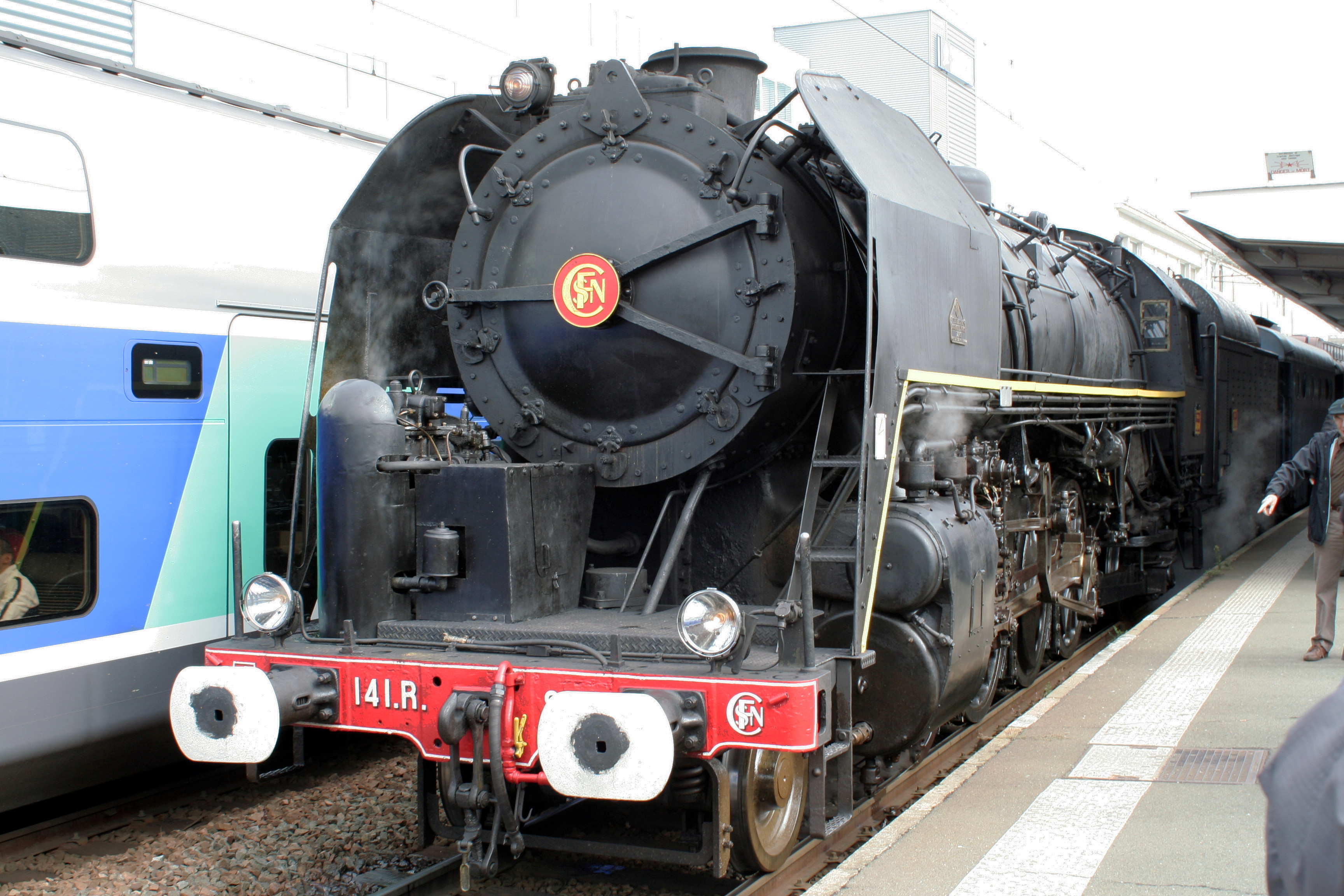
Locomotive 141 R 840 en gare d'Angers-Saint-Laud le 4 octobre 2008.
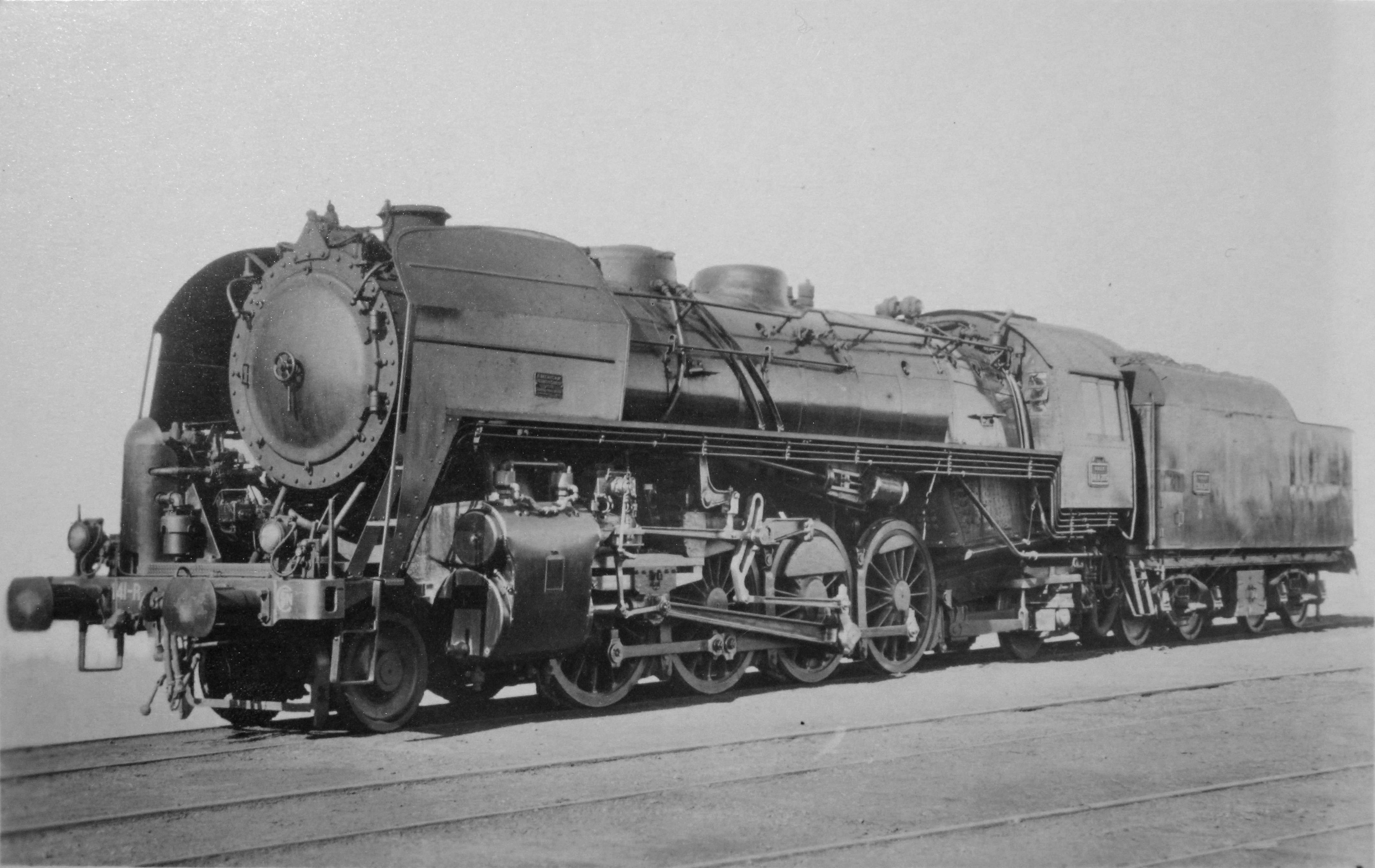
Ancienne photo SNCF d'une 141 R.

## Modèles réduits

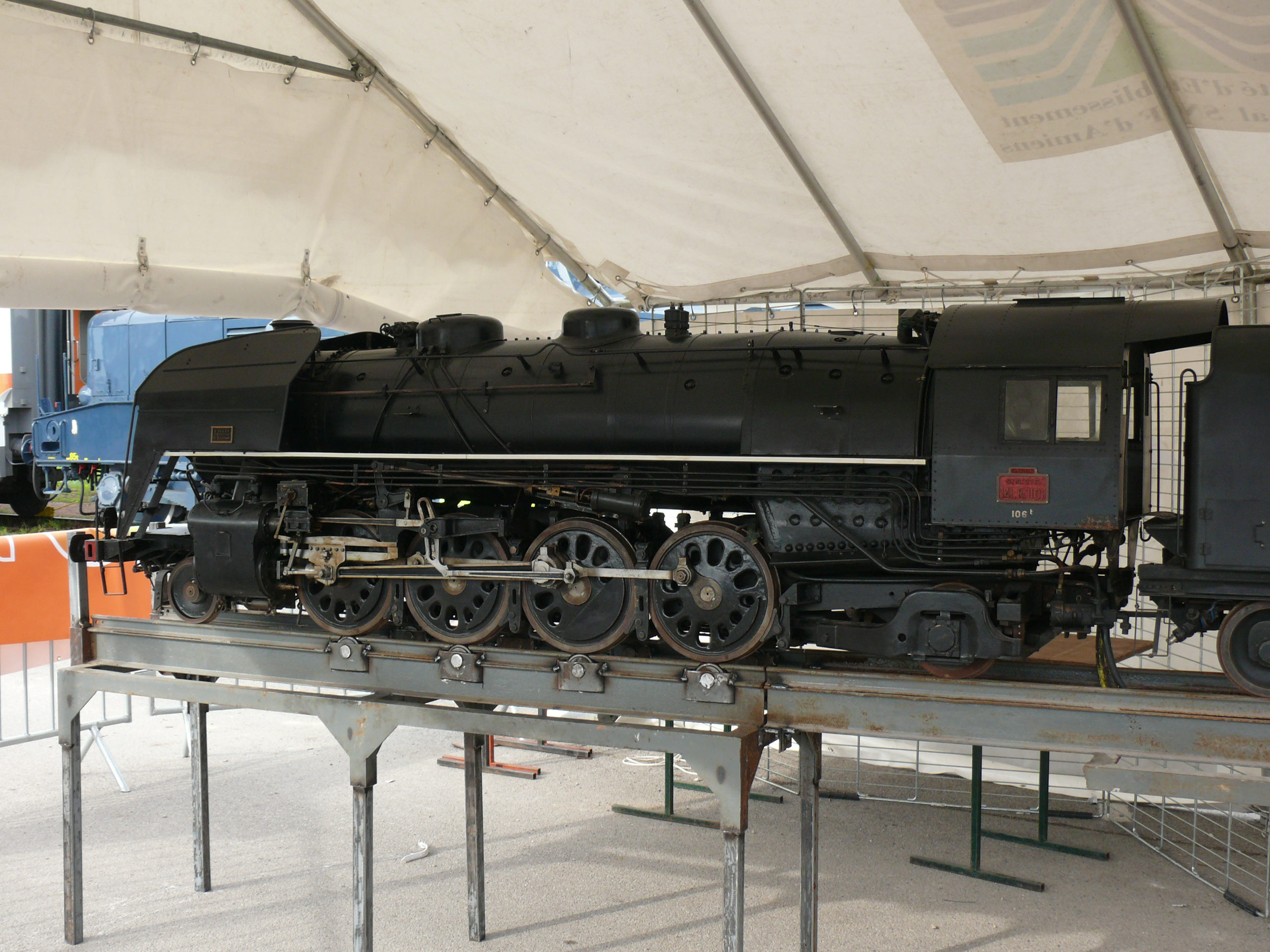
Modèle de la 141 R 1101 au 1/5e exposée lors des fêtes du rail du dépôt de Longueau 2013.

Les 141 R ont été reproduites pour le modélisme ferroviaire à plusieurs échelles de réduction :
- échelle II (1:22,5) par la firme LGB.
- échelle I (1:32) par la firme Aster Hobby Japan.
- échelle O (1:43,5) par les firmes Munier, ACO (Atelier du chateau d'O), Fulgurex, Semblat (en kit), Sunset et Lematec.
- échelle HO (1:87) par les firmes TAB, Jouef, Lima, Rivarossi, Hornby-Jouef, Fulgurex, Lemaco et Lematec.
- échelle N (1:160) par les firmes Fulgurex, Carmina (en kit), Gillkit (en kit), Lematec et Arnold (2021).